# Johann Christian Senckenberg
Pour les articles homonymes, voir Senckenberg et Heinrich Christian von Senckenberg.
Johann Christian Senckenberg est un médecin et scientifique allemand, né le 28 février 1707 à Francfort-sur-le-Main, mort le 15 novembre 1772, célèbre pour ses recherches en botanique.

## Biographie
Il naît à Francfort, Hasengasse, le deuxième fils de Johann Hartmann Senckenberg (1655–1730), physicien -c'est-à-dire médecin - de la ville (Physikus primarius), qui l'a de sa deuxième épouse, Anna Margaretha née Raumburger (1682–1740).

## Honneur
L'astéroïde (207687) Senckenberg a été nommé en son honneur.

## Source de la traduction
- (de) Cet article est partiellement ou en totalité issu de l’article de Wikipédia en allemand intitulé « Johann Christian Senckenberg » (voir la liste des auteurs).